# 自動方向探知機

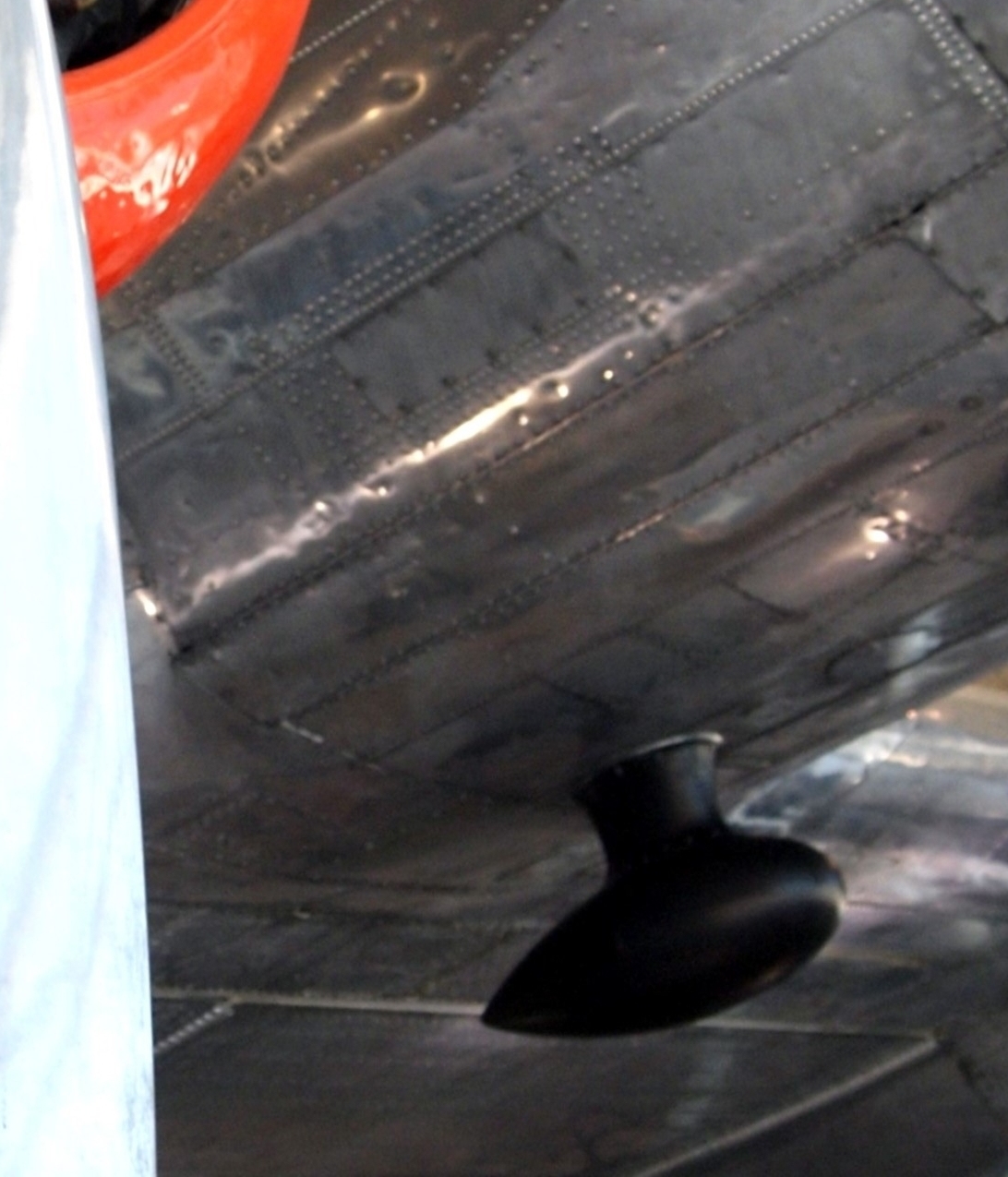
ダグラスDC-3「フラッグシップノックスビル」の下側に取り付けられたLP-21回転可能ループアンテナを収納する涙型のハウジング。ループアンテナは自動無線コンパスに使用されます。

ADF

自動方向探知機（ADF、英語: automatic direction finder）とは、電波航法を行うために航空機に搭載される航空計器の一種で指定した周波数の電波を発信する無指向性無線標識(NDB)の方角を示す計器である。無線方向探知機の一種だが主にラジオ放送を受信して放送局の方向を示すことからラジオコンパスとも呼ばれる。 
船舶または航空機から適切な無線局までの相対方位を自動的かつ継続的に表示する。元々は190〜535kHz中波帯の無指向性無線標識(NDB)を利用していたが、のちに民間のラジオ放送局もNDBとして利用するようになり1700kHz中波帯まで拡張された。RDFユニットと同様に、ほとんどのADF受信機も中波（AM）放送局を受信できるが、前述のように、これらはナビゲーション目的では信頼性が低くなる。
約5度の精度しかないため近年ではより精度が高い超短波全方向式無線標識を利用する超短波全方向範囲(VOR)に世代交代しているが構造が簡単でコストが安いため古い時代には標準的に搭載されていた。 船舶などにも搭載されている。

## 構造と原理
装置は指向性の強いアンテナと真空管や半導体で動作するAM中波ラジオと方位を表示するラジオマグネティックインジケーターで構成されており、目的の無指向性無線標識(NDB)が出している電波に周波数を合わせて受信して放送内容を聞いて目的のNDBであるかどうかパイロットか航法士が判断する。目的の電波を受信できればインジケーターの針が自動的に電波の発信源の方向を向く、電波が目的の物であるか識別できるようにモールス信号でIDが送信されている。無線機の能力が向上した時代ではモールス信号のIDの後に音声でNDBの名前を告知するようになった。一般のAMラジオ放送局をNDBとして使用するようになるとラジオ放送局にどこの放送局なのか識別できるように局名を一定間隔で告知するように義務化された時期があったが現在では廃止されている。
現在のラジオやテレビの番組のオープニングとエンディングで局名を告知するのはこの当時の制度の名残でもある。
ループアンテナ型
指向性の強いループアンテナを回転させ最も電波の強い方向を探してアンテナを向ける。最初期のものはアンテナの回転装置と計器が機械的に連結していたが、構造的な制約が大きいため電気的な方式に変わっていった。機体の中心線上の下面に出っ張ったアンテナが必要になる。
レゾルパ型
レゾルバを使った方式でループアンテナ型よりも後から登場した方式。アンテナ部分も含めた装置全体が小型で機械的な可動部分がインジケーターしか無いため小型軽量でアンテナ設置場所の制約が少ない。
二本のバーアンテナをL字型に配置して固定子にして外部からの無線電波で固定子を励起させることによって角度を検出する。二本のバーアンテナの正弦波電流をレシーバー・リゾルバーに送ると方位が表示される。中波帯の電波を受信するための受信機に真空管や半導体が必要だが、角度検出自体は単純なアナログ装置によって行われている。原理的にアンテナが2MHz以上の高い周波数帯で動作しないため超短波全方向式無線標識に使用することは出来ない。このためVOR指示計とは別の計器になる。

## 無指向性無線標識（NDB）の一般的なサービス範囲
アメリカを初めとする北米の無指向性無線標識(NDB)は電波出力によって分類されています。
| 電力定格によるNDBのクラス | 送信電力出力、ワット(W) | 有効範囲、海里（マイル） |
| ------------------------- | ----------------------- | ------------------------ |
| Locator beacon            | 0–25                    | 15                       |
| Low                       | 0–50                    | 25                       |
| Medium                    | 50–2,000                | 50                       |
| High                      | 2,000+                  | 75                       |

## 運用方法

### 飛行場進入
ADFは飛行場が見える距離では役に立たないので他の方式による誘導が必要になる。
針が突然逆方向を向いた場合はNDBを通り過ぎてしまったことを意味する。

### ホーミング航法
単純にADFが示す方向に進路を取りつづけて飛行することでNDBに向かう航法で風が強いほど遠回りになり目的地への到達時間が長くなる、技術的に簡単

### トラッキング航法
計器を見ながら風によって流される分を考慮してNDBに最短距離で向かう航法、高度な技術を要する。

## ラジオマグネティックインジケーター（RMI）

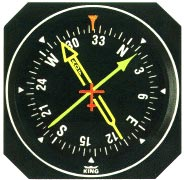
航空機のRMI 針が二本あり同時に別のNDBを指すことができるタイプ、磁気コンパスも組み込まれており操縦者が容易に方位を特定できるようになっている